# John Biddle
Pour les articles homonymes, voir Biddle.
John Biddle ou Bidle (né à Wotton-under-Edge, dans le Gloucestershire, le 14 janvier 1615 – mort le 22 septembre 1662) est un antitrinitariste anglais influent, considéré comme le père de l’Unitarisme en Angleterre,,.

## Biographie
Biddle étudia à Magdalen College (Oxford), et en sortit diplômé Maître ès Arts en 1641. À 26 ans, il devint recteur de la Crypt Grammar School, école liée au séminaire de la Cathédrale de Gloucester, et comme il était censé enseigner le catéchisme anglican, il se plongea dans l’étude de la Bible. Il conclut de ses lectures que la doctrine de la Trinité ne venait pas de la Bible, et entreprit dès lors de publier ses propres idées sur la nature de Dieu.
Il fut incarcéré à Gloucester en 1645 pour ses idées, mais laissé libre sur parole. Il fut pourtant de nouveau jeté en prison sur ordre du Parlement en 1646. L'année suivante, son pamphlet Twelve Arguments Drawn Out of Scripture paraissait. Henry Vane défendit Biddle devant la Chambre des communes, et le penseur fut libéré sur parole en 1648. Peu après on l'incarcéra de nouveau à Newgate, où il demeura jusqu'à la loi d'amnistie de 1652. Biddle et le député John Fry, qui avait pris sa défense, furent cités en exemple dans le manifeste des Niveleurs, Englands New Chaines Discovered (1649). Biddle fut en revanche la cible des libelles de John Owen.
En 1654-5 il entra de nouveau en conflit avec le Parlement, qui ordonna la saisie de son ouvrage intitulé « Un catéchisme à deux visages » (A Two-fold Catechism). Oliver Cromwell le fit exiler aux Sorlingues, hors du domaine de juridiction des tribunaux anglais. Il fut relaxé en 1658. Emprisonné une dernière fois, il tomba malade et mourut.
La biographie de Biddle composée par J. Toulmin parut en 1789.

## Œuvres
- Un catéchisme à deux visages

On lui attribue parfois la traduction en anglais du catéchisme de la Petite Église polonaise.

## Doctrine
Il « dénonçait la doctrine du péché originel », niait l'existence des Enfers, et traduisit un traité mortaliste. Il condamna la secte panthéiste des Ranters, affirma que la Bible est la parole de Dieu et sa Christologie a des traits sociniens : il repousse l’idée de la Préexistence du Christ mais reconnaît le miracle de la Conception virginale.

## Postérité
L’appel à la conscience individuelle de Biddle marque une étape décisive dans l’avènement de la liberté de culte en Angleterre. Le syncrétisme de christologie socinienne et de Millénarisme de Biddle a connu un regain de faveur auprès des Christadelphes et d’autres mouvements non-Trinitariens des années 1970 et 80,.